# 4041 Міямотойохко
4041 Міямотойохко (4041 Miyamotoyohko) — астероїд головного поясу, відкритий 19 лютого 1988 року.
Тіссеранів параметр щодо Юпітера — 3,218.